# Цент Фейхтвангера

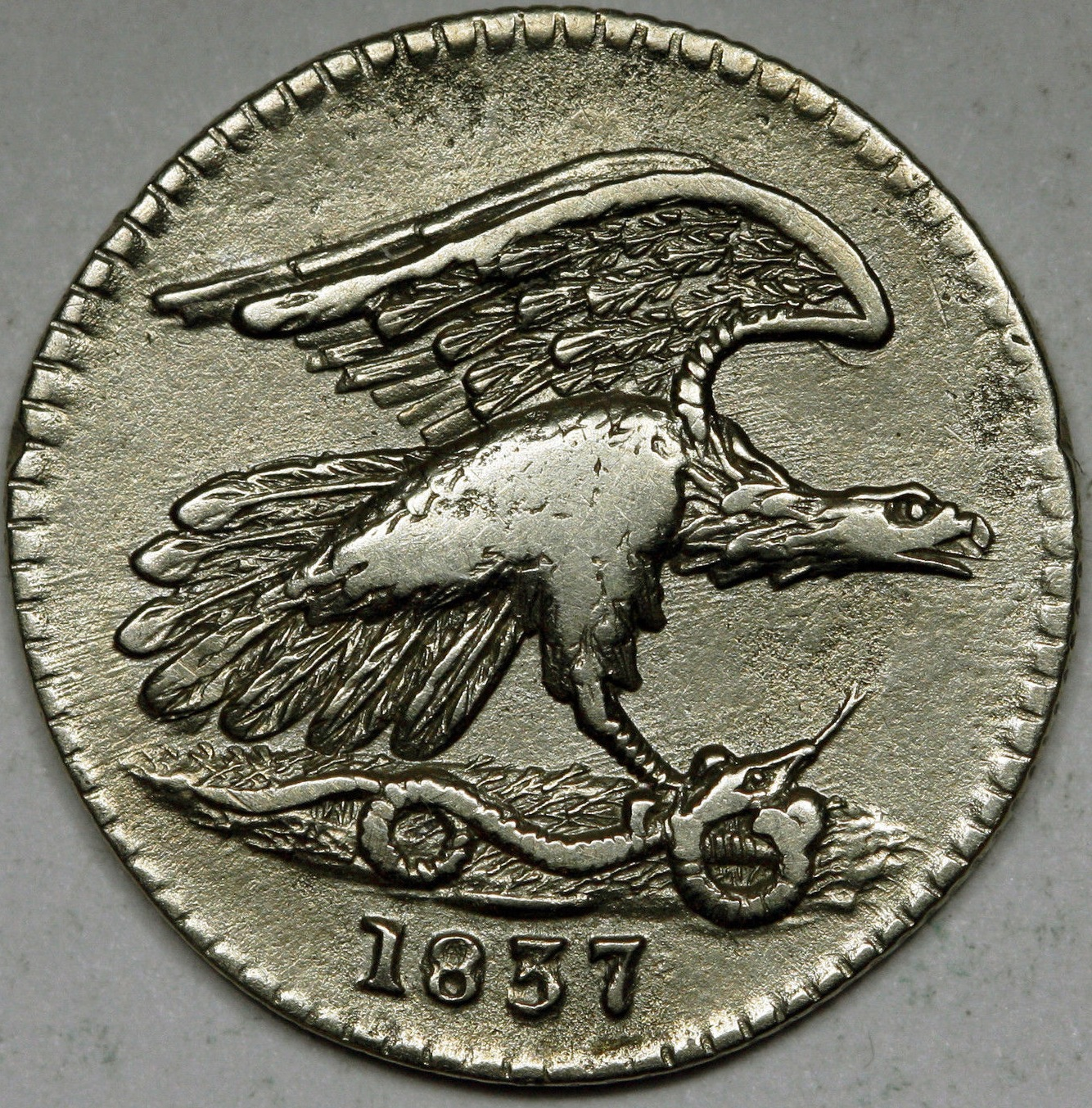
Аверс цента Фейхтвангера

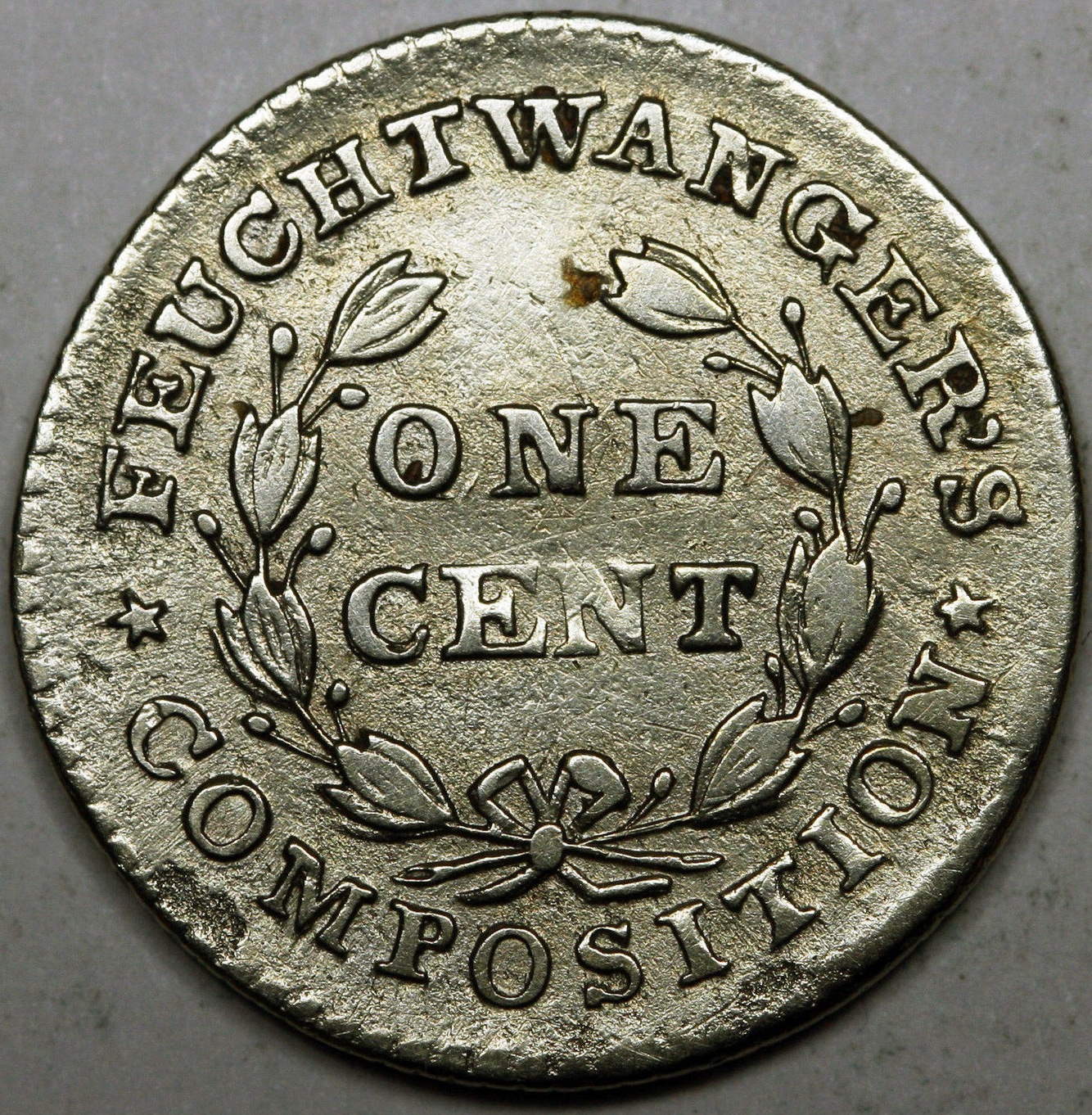
Реверс цента Фейхтвангера 1837 року

Цент Фейхтвангера — приватна розмінна монета (токен), яку карбував Льюїс Фейхтвангер, хімік та аптекар, у 1830-1840-х роках у США. Найпоширенішим номіналом був один цент, значно рідше карбувалися токени на три центи.
Спочатку Фейхтвангер викарбував свої токени як пробні моделі для демонстрації не використовуваних раніше типів металу для карбування монет. Однак, коли його пропозиції відкинули, токени пізніше використовувалися під час депресії 1837—1844 років для поповнення нестачі розмінної монети (див. також Токен важких часів).

## Історія
Льюїс Фейхтвангер народився у Фюрті, Баварія 11 січня 1805 року в єврейській родині. Він отримав докторський ступінь в Університеті Єни, а потім переїхав до Нью-Йорка. За професією був мінералогом, металургом та хіміком; також працював лікарем і був членом низки наукових товариств. Написав чотири книги з мінералогії та хімії.
Після паніки 1837 року, коли виник брак розмінної монети, Фейхтвангер викарбував жетони з аржантану (відомого також як німецьке срібло або нейзильбер) — сплаву з міді, нікелю, цинку, олова та важких металів. Він був значно дешевшим у виробництві, ніж мідь, яку традиційно використовували для карбування монет півцента та цент.
У «важкі часи», період економічної рецесії після розпуску Другого банку Сполучених Штатів, дрібна монета часто осідала в людей, а в оборігу її не вистачало. У цей період набула обігу сурогатна дрібна монета приватного виробництва (так звані токени важких часів), а також розрізані та цілі срібні монети іноземного походження. Хоча випуск сурогатних монет припинився близько 1844 року, лише 1857 року Конгрес ухвалив закон, де йшлося, що єдиними законними монетами є викарбувані на монетному дворі США.
1837 року Фейхтвангер представив свої одноцентові монети в Конгрес на затвердження як законний платіжний засіб, щоб замінити дорожчі у виробництві мідні монети. Це була, мабуть, перша спроба запровадити у США нікелеві монети. Конгрес відмовив йому, але Фейхтвангер продовжив карбувати свої токени і використовувати їх у обігу. Лише 1864 року прийнято закон про заборону приватного карбування. Від 1837 до 1844 року тисячі центів Фейхтвангера потрапили в обіг з його нью-йоркської міської аптеки. Колекціонери розрізняють понад десяток варіантів.